# Lycée Émile-Zola de Rennes
Pour les articles homonymes, voir Lycée Émile-Zola.
Le lycée ou le collège Émile-Zola est un établissement public d'enseignement secondaire de Rennes, situé avenue Jean-Janvier. C'est l'un des neuf premiers lycées français, créés en 1802. Il ouvre en 1803, succédant, sur le même site, au collège municipal et royal Saint-Thomas et à l'école centrale d'Ille-et-Vilaine.
Deux événements le rendent célèbre : de 1881 à 1891, il est le creuset où s'élabore un personnage qui va devenir le Père Ubu ; et, en 1899, il abrite le second procès d'Alfred Dreyfus.
Il n'est désigné d'abord que comme lycée de Rennes. Il devient collège royal sous la Restauration et la monarchie de Juillet, lycée impérial de Rennes sous le Second Empire, puis lycée de garçons, puis lycée central. De 1961 à 1968, il s'appelle lycée François-René-de-Chateaubriand, puis Chateaubriand. Il reste sans nom durant trois ans, et devient en 1971 le lycée Émile-Zola.
Le site constitue maintenant la cité scolaire Émile-Zola, qui comprend un collège et un lycée général.

## Histoire

### L'école de la rive droite
En 1035, l'évêque Guérin ouvre à Rennes une maison d'école (dite plus tard « vieille école »), sur la rive droite de la Vilaine, en haut de l'actuelle rue des Dames, face à la trésorerie de la cathédrale. En 1239, au moment des persécutions de Jean le Roux contre les Juifs, la synagogue (située entre la porte mordelaise et l'actuelle place de la Trinité) est désaffectée. L'école s'y installe au début du XIVe siècle. Elle se partage en « petites écoles » et « grandes écoles » (enseignement primaire et enseignement secondaire). Les locaux sont abandonnés en 1494, la municipalité ayant fait construire une nouvelle maison d'école sur l'emplacement de l'hôtel de la vieille monnaie. Les trois sites successifs de l'école sont donc à proximité immédiate de la cathédrale.

### Le collège de Rennes

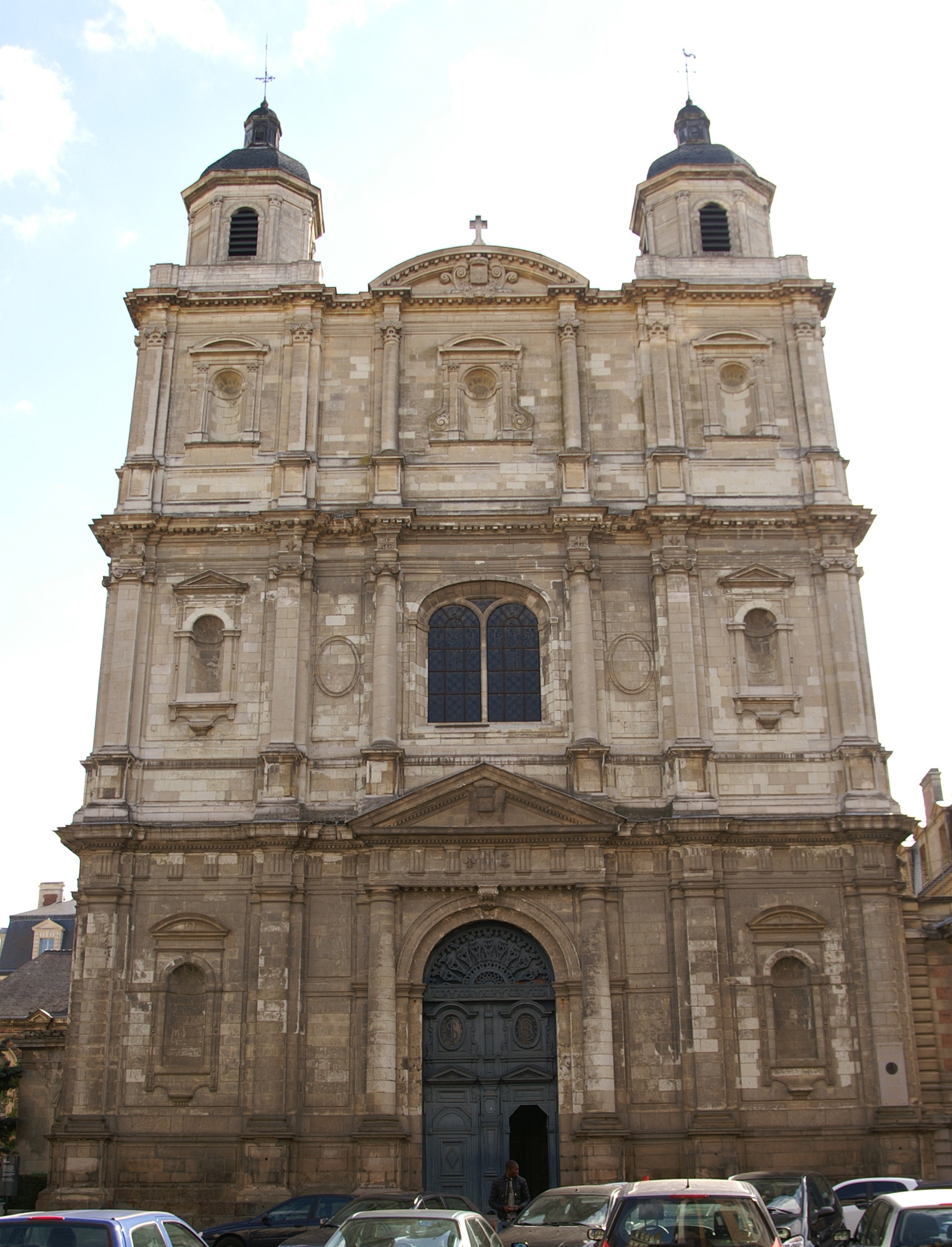
L'ancienne chapelle Saint-Ignace-Saint-François-Xavier, aujourd'hui église paroissiale Toussaint.

Peu après l'acte d'Union, vers 1534, la communauté de ville acquiert rive gauche, sur l'emplacement qui est aujourd'hui celui de la cité scolaire Émile-Zola, les bâtiments de Saint-Thomas, un prieuré du XIe siècle devenu hôpital au XVe. Elle y transfère la maison d'école, qui prend alors le nom de collège Saint-Thomas, en hommage au saint thaumaturge Thomas Becket. (Quant au bâtiment de la rive droite, il devient la « maison commune », le premier hôtel de ville.) François Ier fait de Saint-Thomas un collège royal. L'établissement a, pendant plus d'un siècle, le monopole de l'enseignement secondaire en Bretagne,. Il est en grande partie reconstruit au milieu du XVIe siècle.
En 1604, la ville de Rennes et le roi Henri IV confient l'enseignement dans leur collège aux jésuites. L'établissement ne devient pas pour autant un collège de jésuites. Il reste municipal et royal : le Conseil du roi prend les décisions, la ville reste tutrice. La communauté de ville va toujours veiller à défendre le principe de la gratuité : « Tous les escolliers […] pauvres et aultres y sont receuz, instruitz gratuitement sans payer auchune chose pour l'entrée ou autrement. » Mais elle ne peut obtenir des jésuites qu'ils ouvrent un internat.

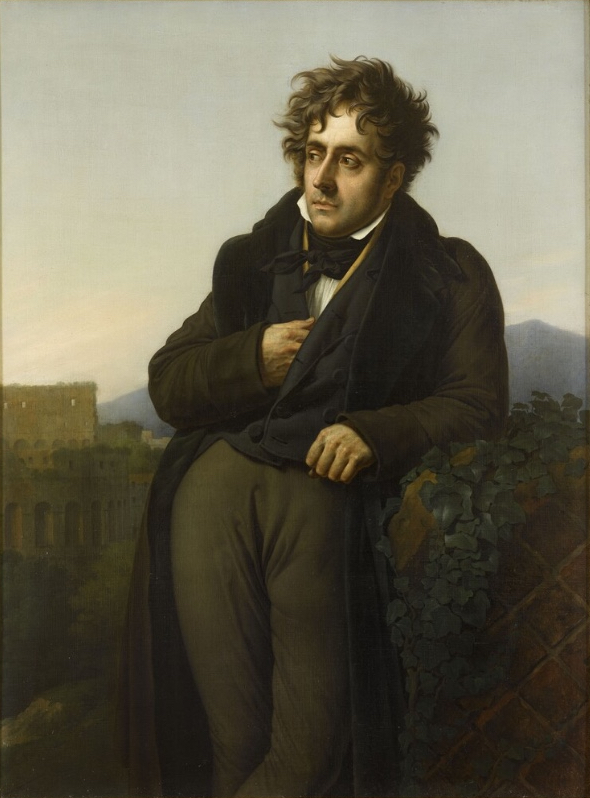
François-René de Chateaubriand.

Les élèves pénètrent dans l'établissement par la rue Saint-Thomas, au débouché de la rue au Duc. De part et d'autre de l'entrée se dressent les deux chapelles du collège, aujourd'hui disparues : Saint-Marc (la plus petite, à l'ouest) et Saint-Thomas (à l'est, détruite début 1879). De 1624 à 1651, la municipalité fait construire une chapelle plus grande, au nord-ouest du collège, sur les plans de trois frères jésuites. Ouvrant sur la ville, elle est d'ailleurs plus une église qu'une chapelle. Elle est dédiée à saint Ignace de Loyola et à saint François Xavier,. Enfin, en 1655, un quatrième édifice religieux, une chapelle réservée à la congrégation des Messieurs, est construit à l'équerre de Saint-Ignace-Saint-François-Xavier, au nord de son chevet.
Au XVIIIe siècle, le collège et ses dépendances forment un ensemble très important, dont on ignore cependant le nombre d'élèves. Les estimations vont de 1 500 à 2 500. À cette époque, en France, les jésuites subissent nombre d'attaques de la part des jansénistes gallicans et parlementaires, puis de celle des philosophes de l’Encyclopédie. À Rennes, les critiques se concentrent sur le contenu de leur enseignement. En 1762, le Parlement de Bretagne les fait expulser du collège, décide d'une nouvelle organisation de l'établissement et recrute de nouveaux professeurs (pour la plupart prêtres séculiers). L'année suivante, un édit royal met en place un « bureau d'administration » présidé par l'évêque de Rennes. Mais l'influence du Parlement et celle de l'évêque vont s'affaiblir et, de plus en plus, le collège va dépendre de la ville et du pouvoir royal. En 1781 et 1782, François-René de Chateaubriand est élève du collège, comme il le raconte dans les Mémoires d'outre-tombe.
Survient la Révolution. Le 15 janvier 1791, la municipalité (élue l'année précédente) prend le contrôle du collège et nomme au poste de principal Nicolas-Pierre Gilbert, médecin des épidémies et officier municipal. Les professeurs ecclésiastiques refusent de prêter serment à la Constitution civile du clergé. Ils partent. De nouveaux professeurs sont recrutés. L'enseignement est réformé. Une chaire de mathématiques est créée. Mais, asphyxié par des mesures fiscales, le collège connaît de graves difficultés financières. Le nombre des professeurs et des élèves s'amenuise. Les locaux nécessiteraient une remise en état.

### L'école centrale d'Ille-et-Vilaine
En 1795, conformément au plan de la Convention pour l'instruction publique, les collèges sont remplacés par des « écoles centrales ». Le rôle de ces nouveaux établissements est d'introduire les sciences dans l'enseignement — notamment la physique expérimentale et la chimie. Le collège de Rennes devient cette année-là « école centrale d'Ille-et-Vilaine ».

### Le lycée

#### XIXesiècle
Les écoles centrales sont supprimées le 1er mai 1802 (11 floréal de l'an X), sous le consulat de Bonaparte, en même temps que sont créés les neuf premiers lycées français, ceux de Besançon, de Bordeaux, de Douai, de Lyon, de Marseille, de Moulins, de Rennes, de Rouen et de Strasbourg. À Rennes, on décide de garder le site de l’école centrale. Celle-ci, par mesure transitoire, peut continuer de fonctionner, tandis que ses locaux font l'objet d'importants travaux. Elle devient donc un lycée, qui est inauguré le 10 octobre 1803. Les lycées se distinguent des écoles centrales par le régime de l'internat. Ils accueillent des élèves payant leur scolarité, mais aussi des boursiers. Le lycée de Rennes reçoit 150 élèves, issus des cinq écoles centrales de Bretagne.
Dans l'enceinte de l'établissement se trouve un petit lycée, où des professeurs spéciaux dispensent un enseignement élémentaire, de la onzième à la septième (du CP au CM2). Payant (comme le lycée), il est réservé à des privilégiés, aux fils de notables, de bourgeois, aux enfants destinés au lycée et à l'université. En cette même année 1803, Saint-Ignace-Saint-François-Xavier, la chapelle du lycée, devient l'église paroissiale Toussaints. Les aumôniers du lycée célèbrent dès lors les offices dans l'antique chapelle Saint-Thomas, qui fut la chapelle du prieuré, puis du collège.

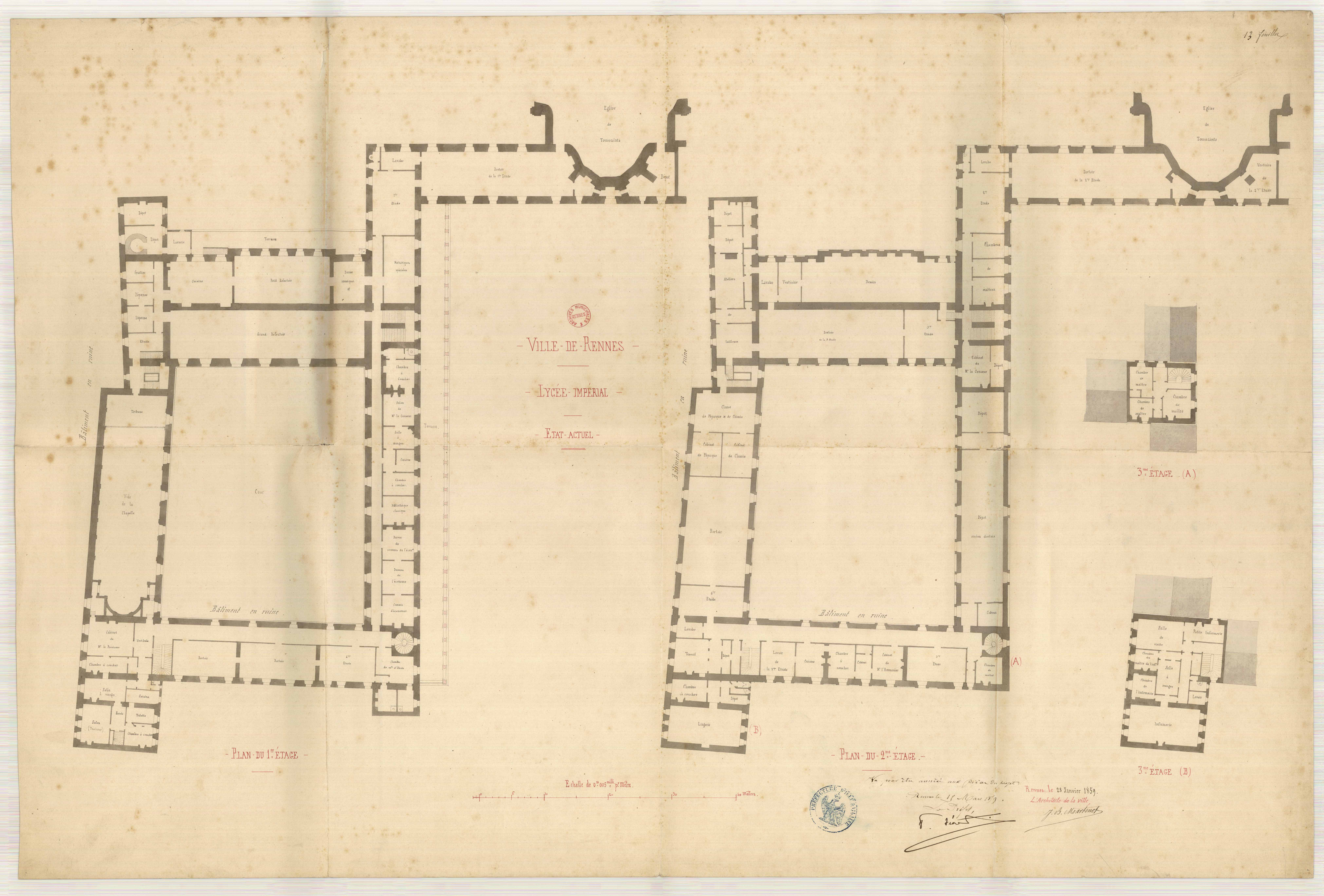
État du lycée impérial en 1859, avant les travaux de Martenot : distribution des étages. Tout à gauche, les vestiges de la chapelle Saint-Thomas, qui forment rez-de-chaussée.

Le premier proviseur est Aubin Delarue, qui occupe le poste jusqu'en 1813,. Le lycée de Rennes reste le seul de Bretagne jusqu'en 1808, année où s'ouvrent le lycée de Nantes et celui de Pontivy. Et il va rester assez longtemps encore le seul lycée d'Ille-et-Vilaine, le département constituant sa zone de recrutement. Sous la Restauration et la monarchie de Juillet, il s'appelle « collège royal ». À la fin de la monarchie de Juillet, les bâtiments sont jugés vétustes et dangereux. La construction d'un nouvel établissement est envisagée.

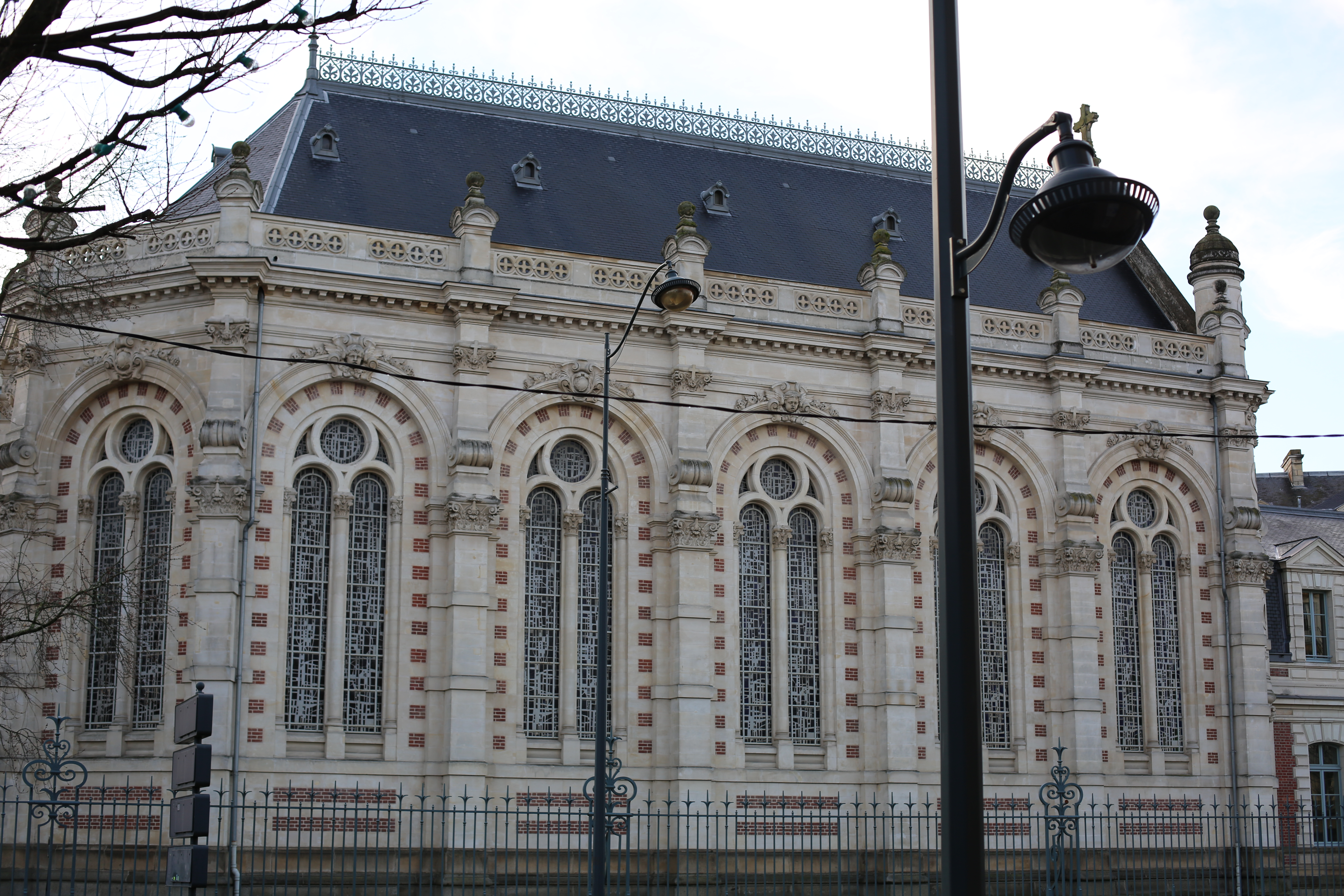
La chapelle Saint-Louis, du XIX. Elle abrite aujourd'hui un CDI et une salle de conférence.

Sous le Second Empire, le lycée devient le « lycée impérial de Rennes ». Jean-Baptiste Martenot, architecte municipal, soumet un projet de rénovation, qui est accepté. C'est à Martenot que l'on doit la physionomie actuelle du lycée, de style Louis XIII, où s'affichent principalement la brique et le calcaire. Au contraire des vieux bâtiments du collège orientés vers les rues Saint-Thomas et Vasselot, le lycée de Martenot ouvre sur la toute nouvelle avenue qui mène à la gare, symbole de modernité (le chemin de fer est arrivé à Rennes en 1857). La première pierre du nouvel établissement est posée en mars 1859. Le bâtiment principal donnant sur l'avenue de la gare est construit de 1863 à 1869. Une chapelle est prévue dès les débuts pour remplacer la chapelle Saint-Thomas, qui menace ruine. Elle ne voit le jour qu'après la guerre de 1870, sous la Troisième République. Édifiée de 1877 à 1879, à l'angle sud-est du lycée, elle est dédiée à saint Louis. Les vieux bâtiments du collège Saint-Thomas commencent à être rasés en 1883 pour laisser place, au fur et à mesure, à de nouveaux. En tout, les travaux vont s'étendre sur 40 ans, sans interruption des cours.

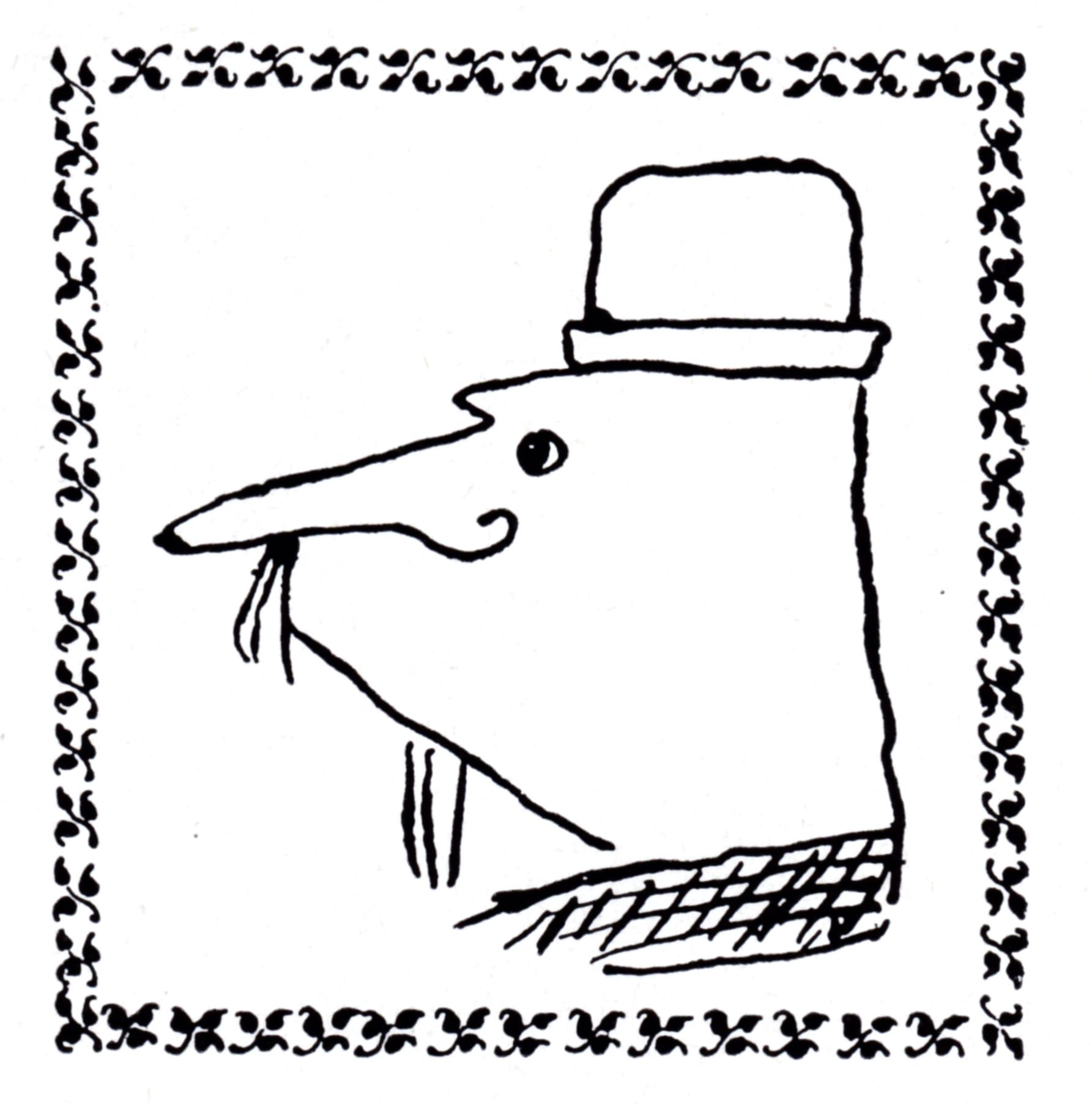
Félix-Frédéric Hébert, caricature anonyme.

En 1881, un professeur de physique et chimie, Félix-Frédéric Hébert, vient finir sa carrière au lycée. Instruit, mais faible, jugé réactionnaire et pittoresque, il est tourné en dérision, chahuté de façon grandiose et lourdement brocardé. En 1885, l'élève Charles Morin se fait le collecteur de tous les chants et saynètes alimentant la geste de ce personnage. Charles et son jeune frère Henri sont eux-mêmes les auteurs d'un drame en cinq actes, Les Polonais, qui narre les hauts-faits du « père Ébé ». En 1888, Alfred Jarry, âgé de 15 ans, arrive au lycée, dans la classe d'Henri Morin. Il s'enthousiasme pour la pièce. De 1888 à 1890, chez eux, pour leurs camarades, Henri Morin et Alfred Jarry donnent à diverses reprises Les Polonais en théâtre avec acteurs, puis en théâtre de marionnettes, et enfin en théâtre d'ombres. En 1891, à Paris, Jarry apporte quelques modifications à la pièce. Le père Ébé devient le Père Ubu, et Les Polonais devient Ubu roi,.

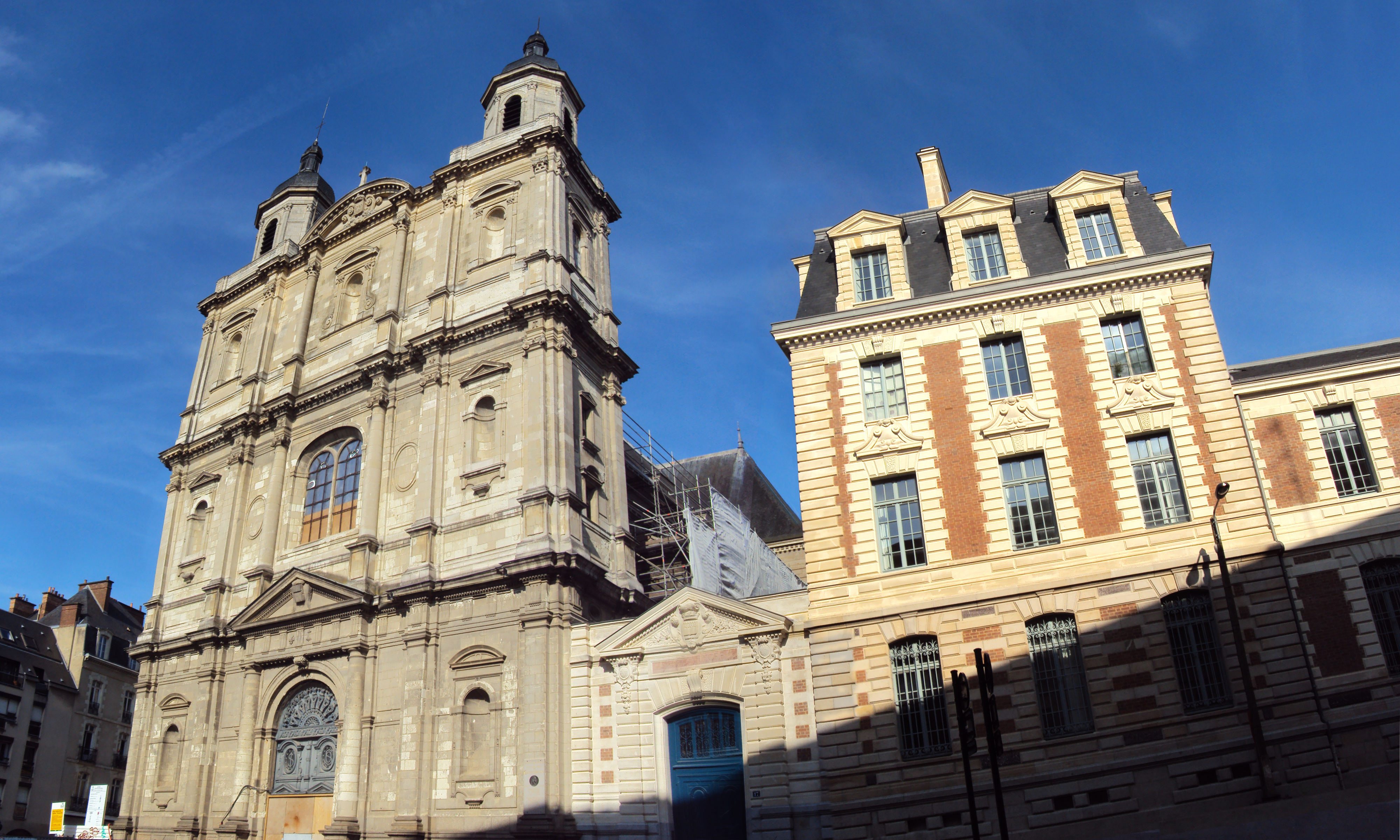
L'entrée du petit lycée, près de l'église Toussaints.

Le petit lycée n'échappe pas aux travaux. Ils commencent en ce qui le concerne en 1885, pour s'achever vers 1890 : ses nouveaux bâtiments forment la partie sud-ouest de l'établissement. On voit encore la porte de ce petit lycée rue du Capitaine-Alfred-Dreyfus, à côté de l'église Toussaints. Les travaux de rénovation du lycée, entrepris en 1859, prennent fin à l'été 1899, avec la livraison de la salle des fêtes. Le seul bâtiment restant du collège Saint-Thomas est l'ancienne chapelle du XVIIe siècle,,,. Autre témoignage du passé, le clocheton du vieux collège est sauvegardé. Il couronne un pavillon. Sa cloche est aujourd'hui muette. Il ne doit pas être confondu avec le clocheton du bâtiment principal.
C'est au lycée que va se tenir le deuxième procès d'Alfred Dreyfus. Diverses raisons peuvent expliquer le choix de Rennes pour théâtre de cet événement…
- Dreyfus arrive de l'île du Diable : pour limiter les risques liés au transfert, on privilégie un lieu proche du Port-Haliguen, le point de débarquement.
- Rennes est le siège du 10e corps d'armée : elle dispose donc d'un conseil de guerre.
- La ville est éloignée de Paris.
- La population est réputée calme.
- Des voies larges permettent de réprimer d'éventuels troubles[47].

Il est d'abord prévu que le procès se déroule dans la manutention militaire, qui se trouve dans la même enceinte que la prison militaire où est détenu Dreyfus. Mais les locaux de la manutention se révèlent trop exigus, tandis que le lycée, juste en face, dispose maintenant d'une spacieuse salle des fêtes : Dreyfus n'ayant que l'avenue à traverser pour se rendre aux audiences, les risques de débordements, là encore, seront limités. Le procès se tient donc dans la salle des fêtes du lycée de Rennes, du 7 août au 9 septembre 1899. Un monument rappelant l'événement, jadis dressé dans l'établissement, se trouve aujourd'hui au musée de Bretagne. Avenue Janvier, près de la porte que Dreyfus empruntait, une grande photographie in situ le montre quittant le lycée pour regagner la prison, protégé par des soldats. Rue Toullier, une plaque désigne l'entrée qui était réservée aux journalistes et au public.

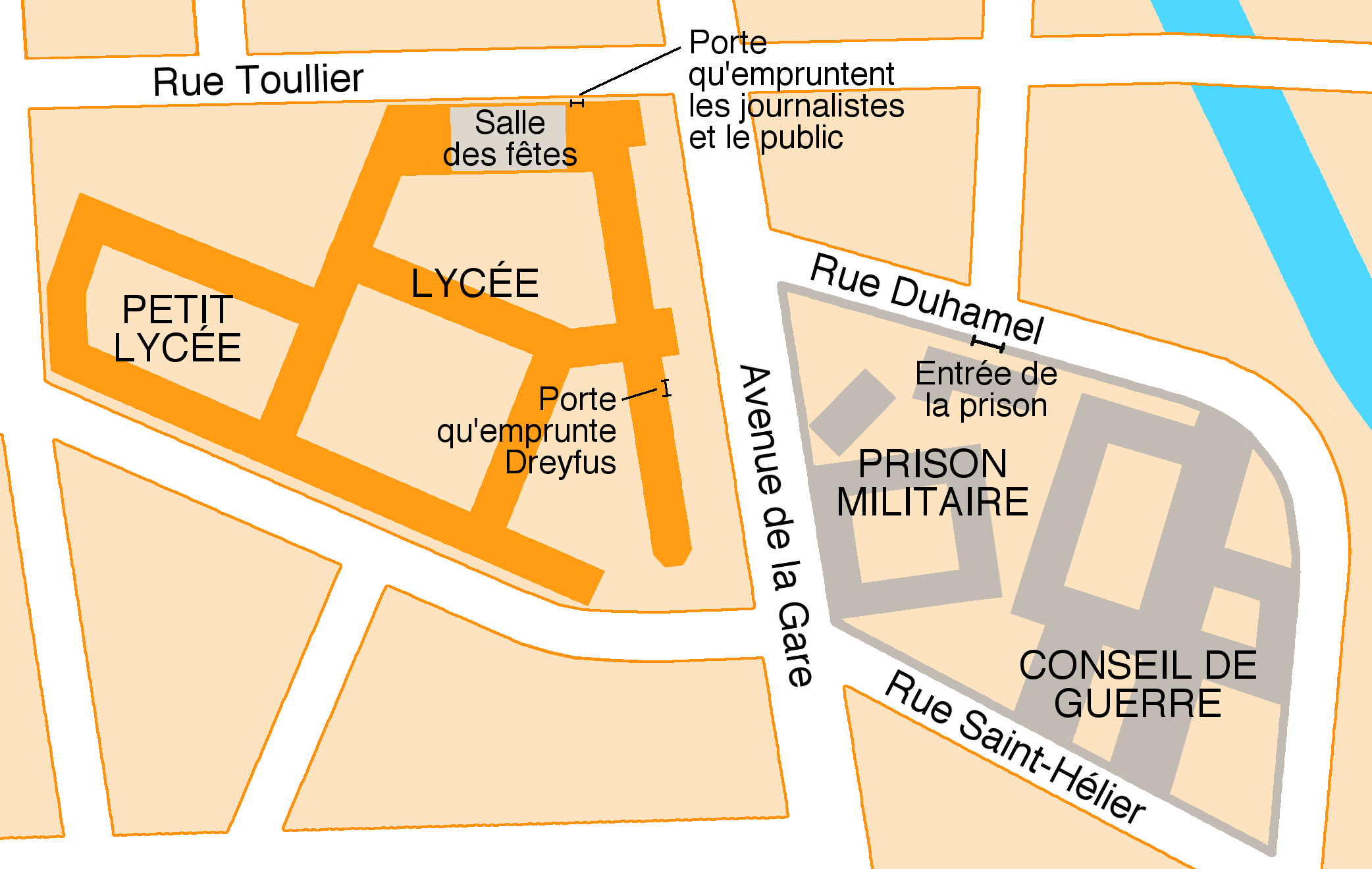
Face au lycée, la prison.
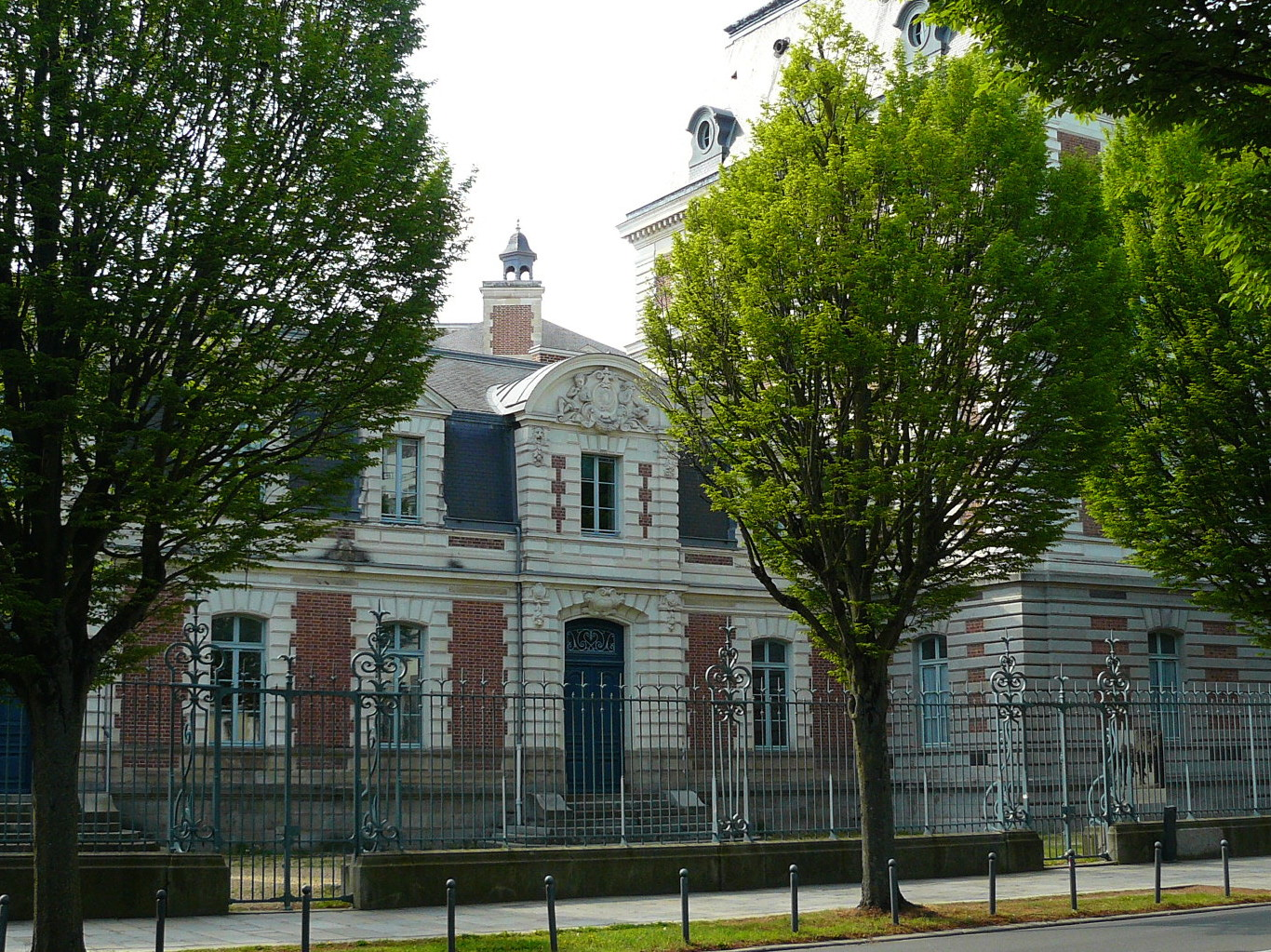
Porte qu'empruntait Dreyfus.
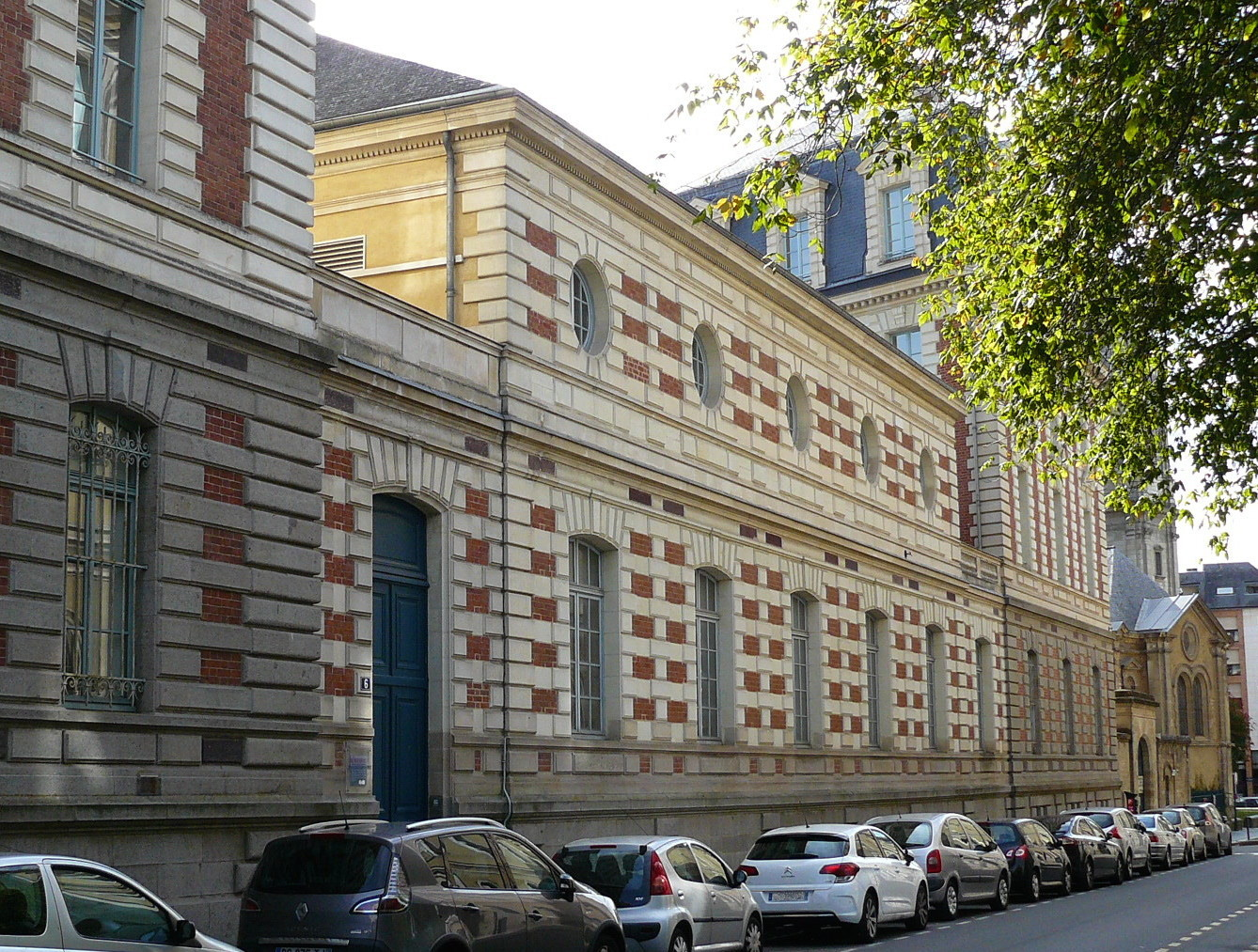
L'ancienne salle des fêtes.
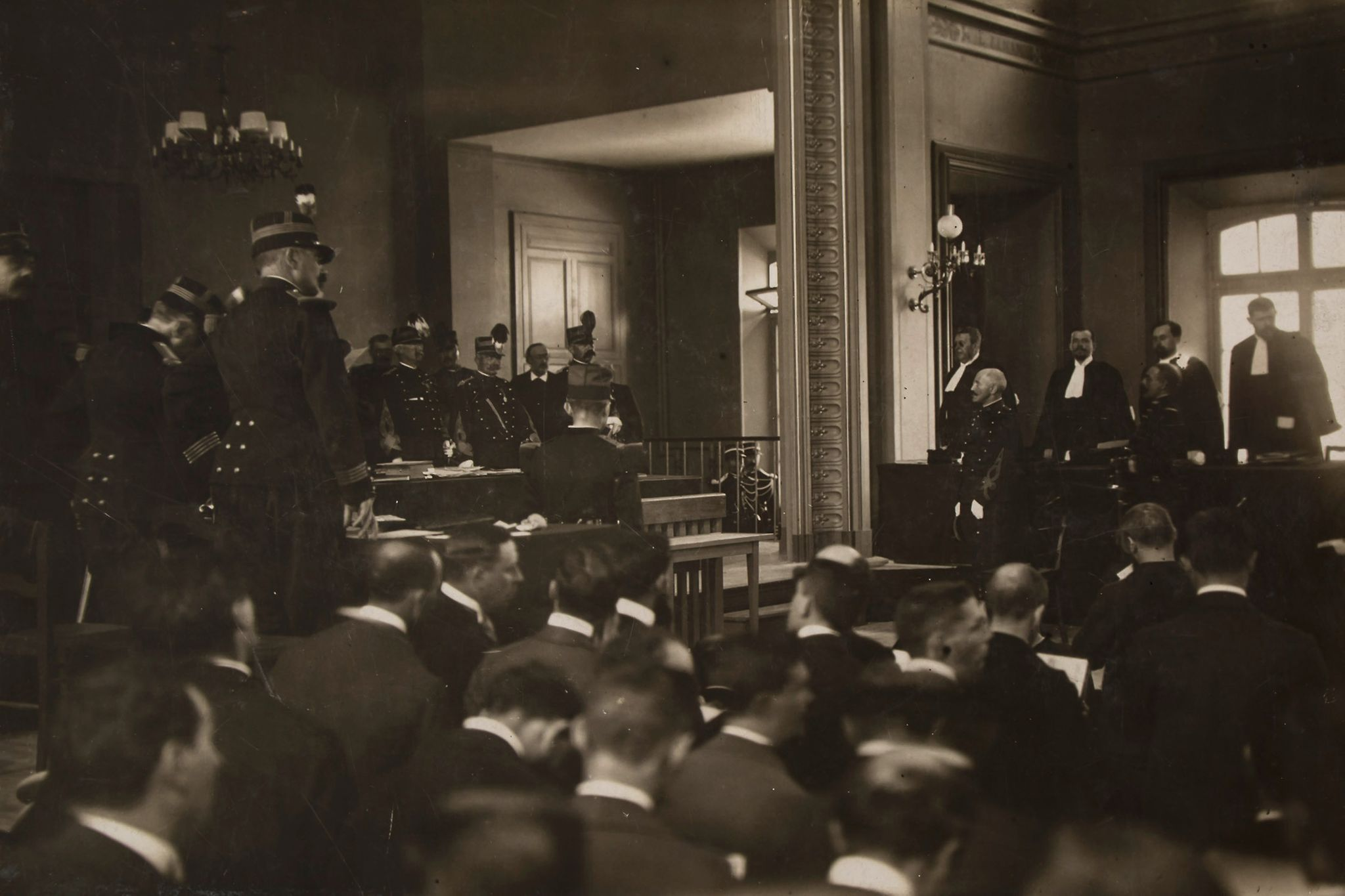
Ouverture du procès.
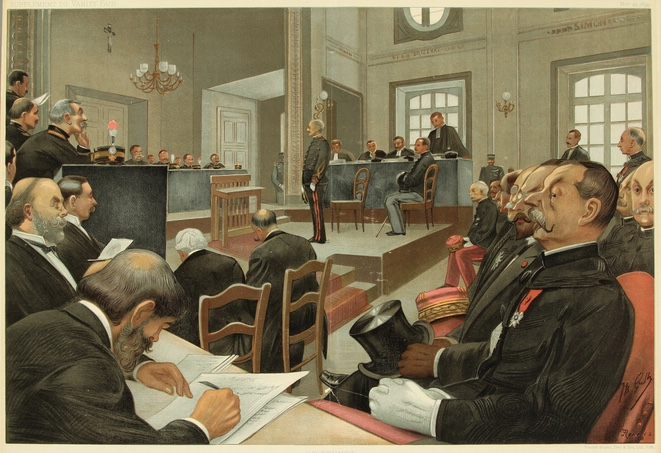
Dreyfus devant ses juges.

#### XXesiècle
En 1906, la ville est dotée d'un lycée de filles. Aussi le « lycée de Rennes » devient-il le « lycée de garçons ». En 1928, l'externat devient gratuit dans les lycées. Les effectifs ne vont cesser de croître.
Durant la Seconde Guerre mondiale, le lycée de garçons fait partie des établissements menacés par les bombardements. À la rentrée 1943, ses élèves sont répartis dans six localités du département. Ils sont logés et instruits principalement dans des baraquements :
- 158 élèves, de la 4e à la 2de, à Louvigné-de-Bais[55] ;
- 67 élèves de 1re à Tresbœuf ;
- 73 élèves de terminale à Lalleu ;
- des élèves de 3e à l'école primaire de Janzé jusqu'en décembre ;
- une quinzaine d'élèves à l'école primaire de Montfort ;
- les élèves des classes préparatoires à Thourie. En janvier 1944, ces derniers reviennent à Rennes, car ils manquent de documentation pour préparer les concours[56].

Le lycée de garçons est très endommagé par les bombardements de juin 1944 et par le dynamitage, en août, du pont voisin. Les travaux de reconstruction vont s'étendre sur une dizaine d'années . À l'étroit, le lycée ne peut obtenir de voir son périmètre étendu au terrain d'une caserne détruite. Dès lors, plane sur lui une menace de fermeture. À la fin des années 1950, l'enseignement se massifie en France et les baby boomers accèdent aux études secondaires. La hausse des effectifs entamée en 1928 se poursuit. C'est « l'explosion scolaire ». En 1960, le lycée compte près de 1 500 élèves.
La même année, du fait de la multiplication des collèges et des lycées à Rennes, on cherche un nom pour le vénérable établissement, alors appelé « lycée central » (de son nom officiel) ou « lycée de l'avenue Janvier » (de son nom d'usage). En juin 1961, il devient lycée François-René-de-Chateaubriand, puis Chateaubriand, en hommage à celui qui a étudié là, au temps du collège Saint-Thomas.

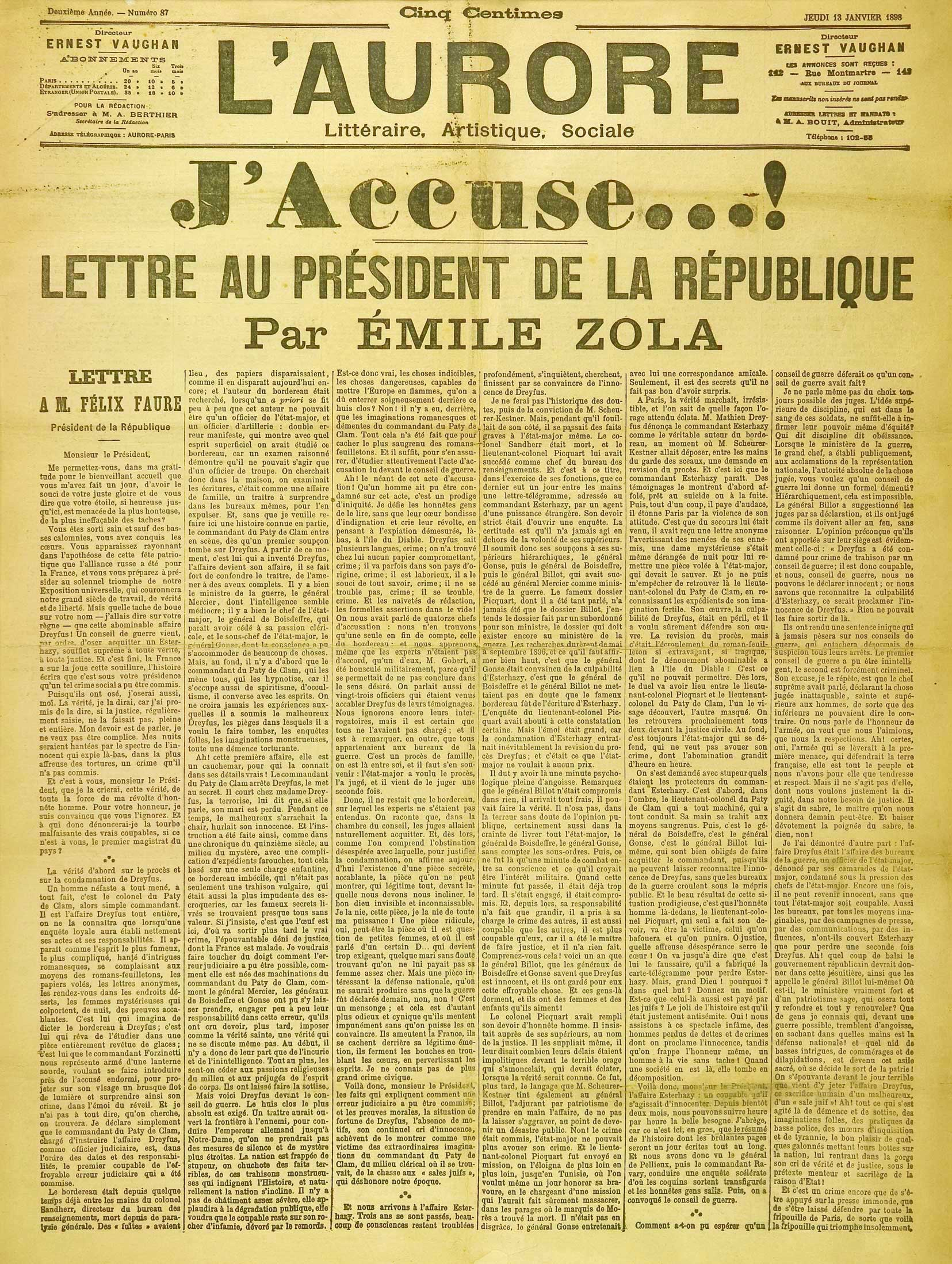
Le « J'accuse…! » d'Émile Zola à la une de L'Aurore du 13 janvier 1898.

En 1962, un nouveau proviseur arrive au lycée de l'avenue Janvier : Gabriel Boucé. En 1964, vingt ans après les bombardements, la chapelle du XIXe siècle reçoit enfin de nouveaux vitraux, œuvre de Gabriel Loire. En 1966, la dernière classe du petit lycée disparaît.
Le lycée est pourvu d'une annexe dans la zone des Gayeulles, en périphérie nord-est. En 1967, elle accueille « un embryon de second cycle » et les classes préparatoires non scientifiques du lycée de l'avenue Janvier (affectation décidée en 1960). Mais, en 1968, un événement ubuesque suscite une émotion considérable. Le proviseur Boucé s'investit dans une lutte visant à obtenir que le nom du lycée soit transféré à l'annexe des Gayeulles lorsque celle-ci deviendra lycée, à la rentrée suivante. Le 25 avril, le conseil municipal décide que le transfert des classes préparatoires impose le transfert du nom. À la rentrée de septembre, Gabriel Boucé part en emportant le nom du lycée,,. Il est en effet nommé proviseur du nouvel établissement, et il donne au lycée des Gayeulles le nom de Chateaubriand. Le lycée du centre-ville reste privé de nom pendant trois ans. Plusieurs propositions — notamment « Alfred-Jarry » et « Alfred-Dreyfus » — sont rejetées. C'est en 1971 que le lycée prend le nom d'Émile Zola, en mémoire du « J'accuse...! » écrit pour défendre Alfred Dreyfus.
Au tournant des années 1970, la mixité s'installe peu à peu. Dès 1970, une enquête révèle que l'état des locaux (« en voie de délabrement ») inquiète la communauté du lycée. En 1972, un crédit doit être débloqué pour une rénovation. En 1973, la commission de la carte scolaire prévoit un crédit. Le ministère entérine la décision. En juin, malgré l'intervention du préfet, la municipalité ne signe pas la convention. Il se murmure qu'elle entend disposer des locaux.
Le 27 septembre 1973, la vérité se fait jour : la municipalité et l'inspection académique décident de supprimer le second cycle (classes de seconde, première et terminale), en maintenant le premier cycle (de la sixième à la troisième). Car la notion de lycée change. La réforme Fouchet-Capelle, en 1963, a créé les collèges d'enseignement secondaire (CES). Par conséquent, les lycées d'antan (de la sixième à la terminale) ont vocation à être administrativement scindés en collège (premier cycle) et lycée (deuxième cycle).
Syndicats et associations se mobilisent. Dans cette action, Yves Nicol, professeur de mathématiques, joue un rôle déterminant. Le 17 novembre, on apprend à la préfecture que premier et second cycle sont maintenus, et que le crédit pour les travaux est accordé. Les locaux abritent donc un CES (600 élèves) et un lycée (724 élèves). L'ensemble forme une cité scolaire, dont le nom d'usage reste « lycée ». Il faut attendre le 21 juin 1974 pour qu'une première tranche de travaux soit débloquée.
Le lycée paraît sauvé. Mais quand un nouveau proviseur arrive en juillet, son prédécesseur lui confie que la réalité est tout autre : d'une part, le coût de la rénovation est jugé trop élevé ; d'autre part, un lycée va être construit prochainement dans le sud de la ville, à La Poterie. Le lycée Émile-Zola proprement dit (le second cycle) est donc condamné à disparaître dans deux ou trois ans. Seul le collège subsistera, et la municipalité pourra disposer du bâtiment principal. À nouveau, toutes les énergies se mobilisent. Le lycée est maintenu. Mais, quand les premiers travaux de rénovation prennent fin, le conseil régional refuse d'en financer d'autres.

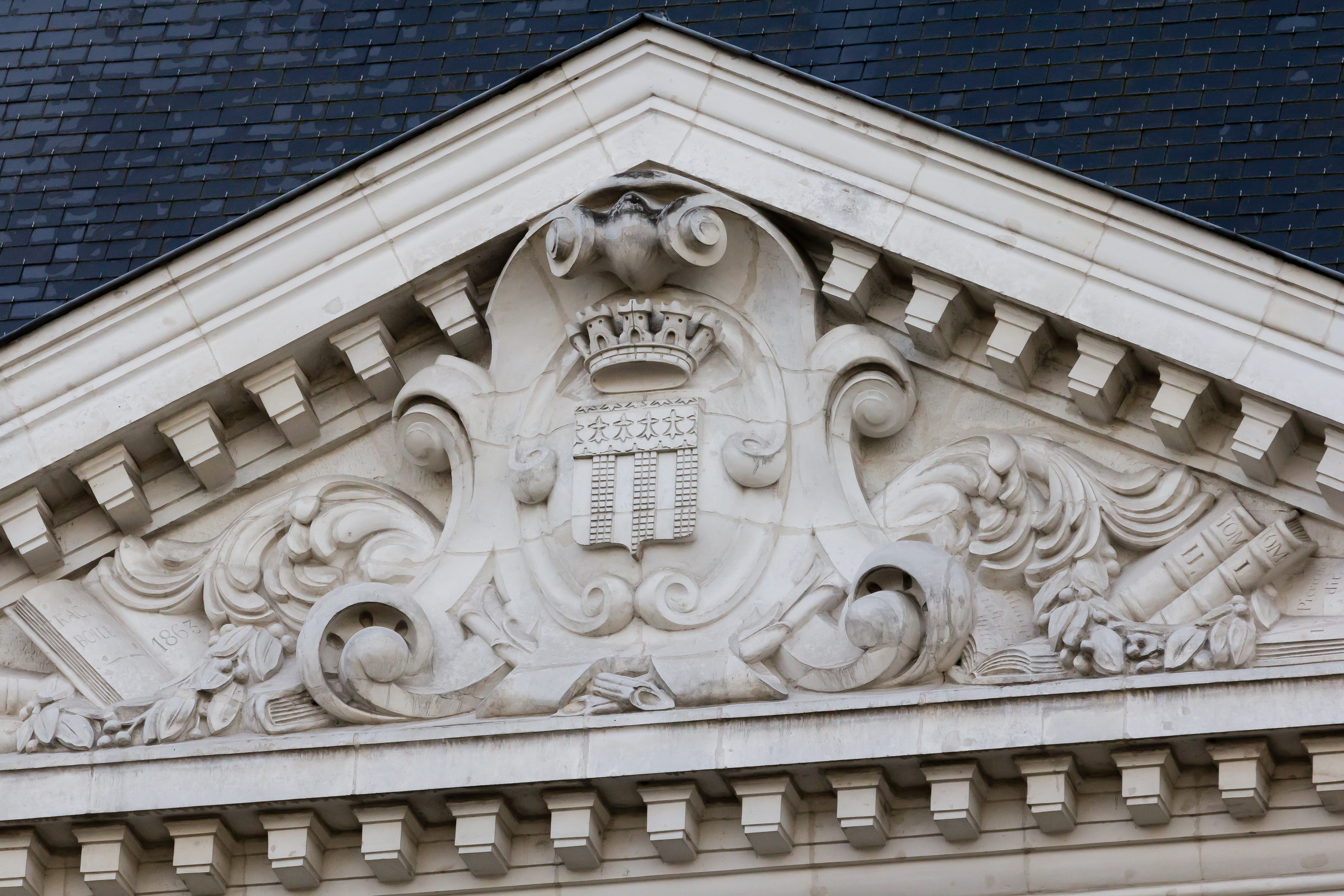
Fronton du pavillon nord-est.

Le lycée se spécialise dans l'enseignement des langues. Le chinois fait son apparition en septembre 1979. Des classes européennes en allemand, espagnol et anglais sont ouvertes.
C'est en 1995 qu'une véritable remise en état des locaux est entreprise. Il s'agit d'abord de rénover et de sécuriser les bâtiments. Puis l'opération se transforme en une réhabilitation complète du patrimoine architectural. Façades et couvertures sont restaurées. Des espaces sont reconvertis. Un restaurant est aménagé sous la cour des grands, recevant la lumière par de larges verrières. Dans la chapelle désaffectée, un CDI et une salle de conférence sont aménagés. La salle de chimie où tentait d'enseigner le malheureux Félix-Frédéric Hébert est remise — dans la mesure du possible — en son état de la fin du XIXe siècle. La salle des fêtes où se tint le procès du capitaine Dreyfus est maintenant une salle de sport (dédiée au volley) — ce qui lui rend d'ailleurs sa vocation première. Enfin, un espace patrimonial est créé pour mettre en valeur les collections scientifiques du lycée : instruments de physique servant à l'enseignement et livres anciens.

#### XXIesiècle

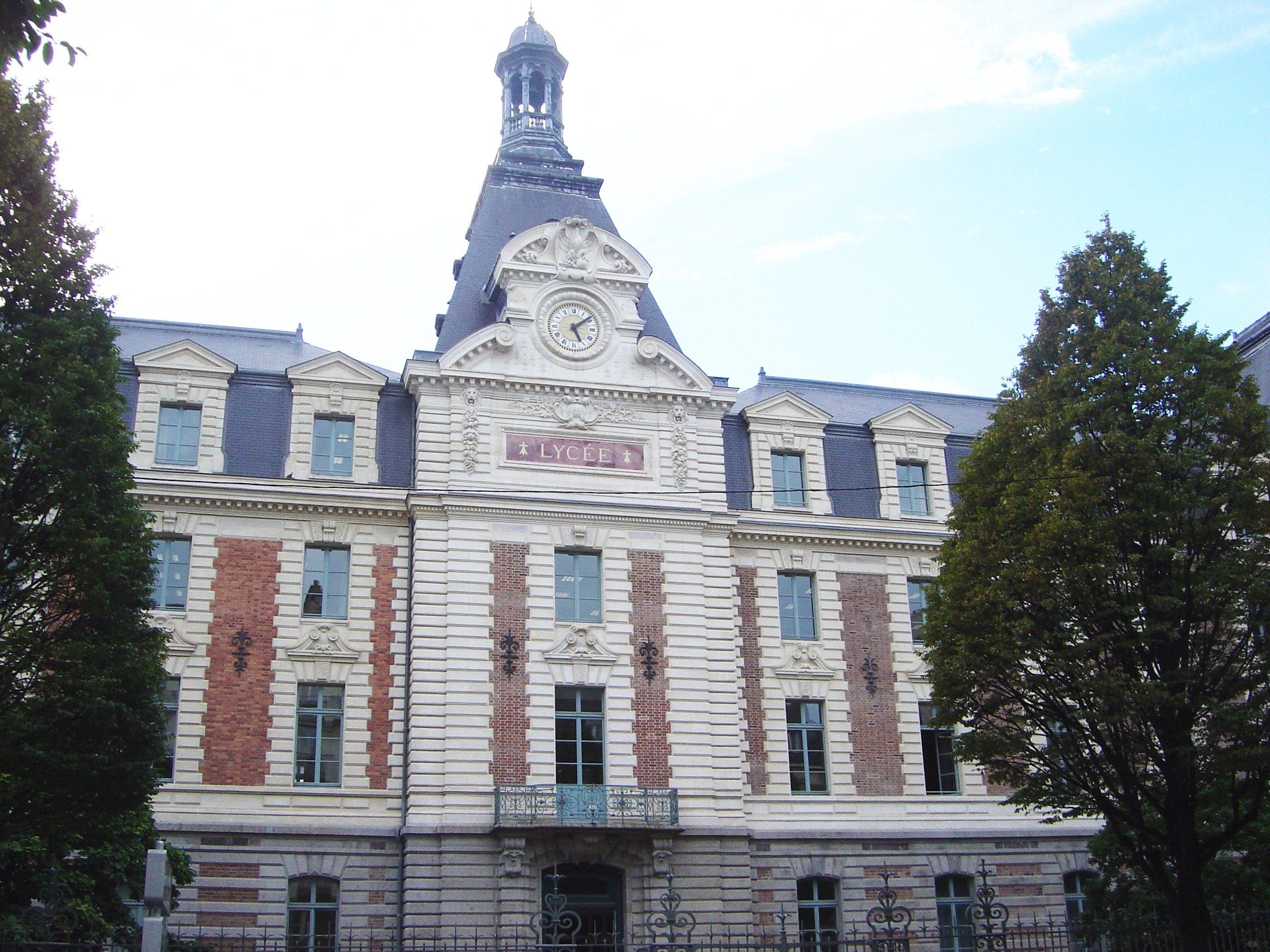
Le lycée en 2004.

Depuis 1973, la menace de disparition du lycée ou du collège plane toujours. En 2004, il est question de diriger les collégiens d'Émile-Zola sur le collège Anne-de-Bretagne. Une nouvelle bataille se livre. Le 1er juillet, le conseil général décide du maintien du collège Émile-Zola. Depuis la perte de son nom en 1968, l'établissement de l'avenue Janvier aura su « remodeler son identité par un important travail de mémoire, une ouverture sur l'extérieur… et une singulière propension à la lutte ».
Le lycée et ses élèves sont associés en 2014 à la création d'une performance, dans le cadre des Ateliers de Rennes-biennale d'art contemporain.
La cité scolaire Émile-Zola comprend aujourd'hui un collège et un lycée général proposant les spécialités suivantes : HLP, HGGSP, Mathématiques, SES, SVT, Physique-Chimie, LLCE, AMC (anglais, monde contemporain), etc. À la rentrée 2022, elle accueille 1 591 élèves, de la 6e à la terminale : 1 020 lycéens répartis en 31 classes, et 571 collégiens répartis en 20 classes.

## Langues enseignées
- Anglais : section européenne
- Espagnol : section européenne
- Allemand : section européenne
- Chinois : section internationale
- Turc
- Italien
- Latin
- Grec

Le breton est enseigné au collège et au lycée jusqu'au début des années 2000 dans une filière bilingue. Le 1er juillet 2004, on renonce à supprimer le collège, ce qui laisse la cité scolaire en mal de locaux. Pour réduire les effectifs, on sacrifie des options, par exemple les filières bilingues, et notamment la filière breton-français, qui prolongeait celle de l'école élémentaire Liberté : le 18 février 2005, le recteur d'académie décide de supprimer l'enseignement du breton au collège et au lycée Émile-Zola à la rentrée de septembre. Il le transfère au collège Anne-de-Bretagne et au lycée Jean-Macé. L'association de parents d'élèves Div Yezh Bro Roazhon lance une procédure. Le 15 juillet, le tribunal administratif de Rennes annule la décision du recteur, car le Code de l'éducation précise que « tout élève admis dans un cycle de formation doit pouvoir parcourir la totalité de ce cycle dans l'établissement scolaire ». Les élèves déjà présents dans la filière d'Émile-Zola continuent donc d'apprendre le breton. Mais on n'accepte plus de nouveaux dans cette filière, qui finit donc par disparaître.

## Quelques anciens élèves

### Collège Saint-Thomas

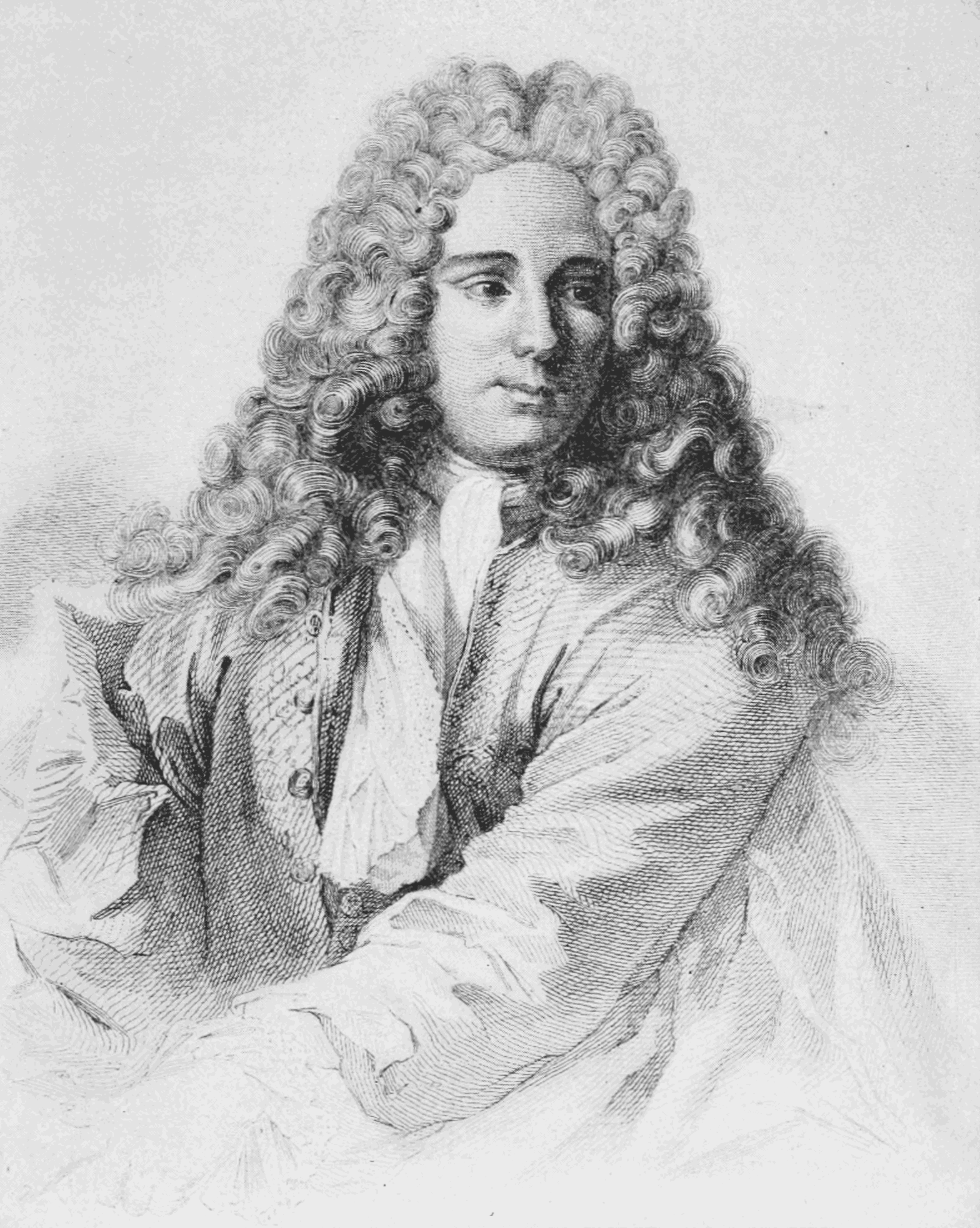
Pierre Louis Moreau de Maupertuis.

- Bienheureux Julien Maunoir (1606-1683), prédicateur et missionnaire[85].
- Guy Alexis Lobineau (1666-1727), dit dom Lobineau, historien[85].
- Saint Louis Marie Grignion, dit le père de Montfort (1673-1716), confesseur[85].
- René Trouin du Gué, dit Duguay-Trouin (1673-1736), corsaire[85].
- Claude Poullart des Places (1679-1709), religieux, fondateur en 1703 de la congrégation du Saint-Esprit[86].
- Pierre Louis Moreau de Maupertuis (1698-1759), mathématicien, astronome, géographe, naturaliste et philosophe[85]. Un cratère de la Lune porte son nom depuis 1935[87].
- Louis-René Caradeuc de La Chalotais (1701-1785), procureur général du parlement de Bretagne. Janséniste, farouche ennemi des jésuites. C'est lui qui, en 1761, déclenche les hostilités aboutissant à leur expulsion du collège l'année suivante[15]. Chef de l'opposition des états et du parlement au duc d'Aiguillon, le commandant en chef de la province[88].
- Auguste-Marie Poullain-Duparc (1703-1782), juriste[85].
- Exupère Joseph Bertin (1712-1781), anatomiste et médecin[85].
- Pierre-Jean Le Corvaisier (1719-1758), polygraphe[89].
- Toussaint-Guillaume Picquet de la Motte, dit La Motte Picquet (1720-1791), marin[85].
- Jean de Dieu-Raymond de Boisgelin de Cucé (1732-1804), cardinal et écrivain[85].
- Bienheureux René Marie Andrieux (1742-1792), prêtre jésuite, martyr de la Révolution française. Élève en 1759[90].
- Julien Louis Geoffroy (1743-1814), élève de 1750 à 1758, critique littéraire[91].

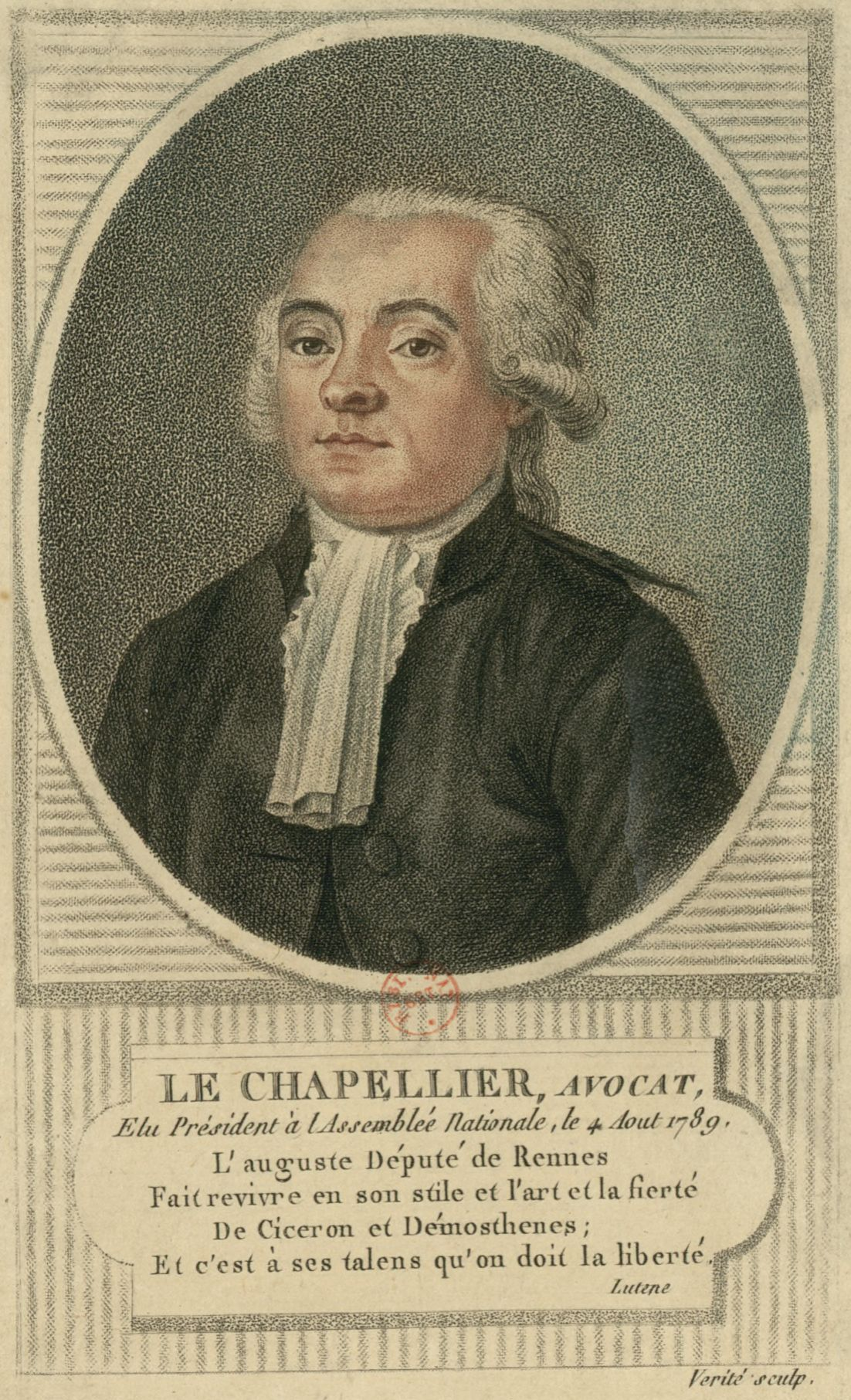
Isaac Le Chapelier.

- Félix Julien Jean Bigot de Préameneu (1747-1825), juriste, un des quatre rédacteurs du Code Napoléon[85].
- Pierre-Louis Ginguené (1748-1816), journaliste et poète[85].
- Claude-Étienne Savary (1750-1788), orientaliste, pionnier de l'égyptologie, traducteur du Coran[85].
- René Louiche Desfontaines (1750-1833), botaniste[85].
- Évariste Désiré de Forges, vicomte de Parny (1753-1814), poète[92].
- Jean-Denis Lanjuinais (1753-1827), juriste et homme politique[85].
- Isaac Le Chapelier (1754-1794), homme politique. Il a donné son nom à la loi Le Chapelier[85].
- Jean Nicolas Méaulle, (1757-1826), homme politique.
- François-René de Chateaubriand (1768-1848), élève en 1781 et 1782, écrivain, auteur des Mémoires d'outre-tombe.
- Pierre Jean Baptiste François Elleviou (1769-1842), chanteur, comédien et librettiste[42].
- Jean-Vincent-Yves Degland (1773-1841), médecin, biologiste et mathématicien[93].

### École centrale
Pierre Jean Robiquet (1780-1840), chimiste. Il a contribué à la découverte des acides aminés.

### Lycée (1803-1814)
- Paul-François Dubois (1793-1874), journaliste et homme politique. Cofondateur avec Pierre Leroux du journal Le Globe. Directeur de l'École normale supérieure, académicien[95].
- Alexandre Bertrand (1795-1831), médecin, naturaliste et physicien[96].
- François Désiré Roulin (1796-1874), médecin, illustrateur et naturaliste[97].
- Jean-Marie Duhamel (1797-1872), mathématicien et physicien[98]. Le principe de Duhamel, dans les équations aux dérivées partielles, naît de ses travaux sur la distribution, à température variable, de la chaleur dans un solide. L'astéroïde (19617) Duhamel, découvert en 1999, porte son nom[99]. Une rue débouchant devant le lycée porte également son nom. Elle contournait la prison où Dreyfus était détenu.

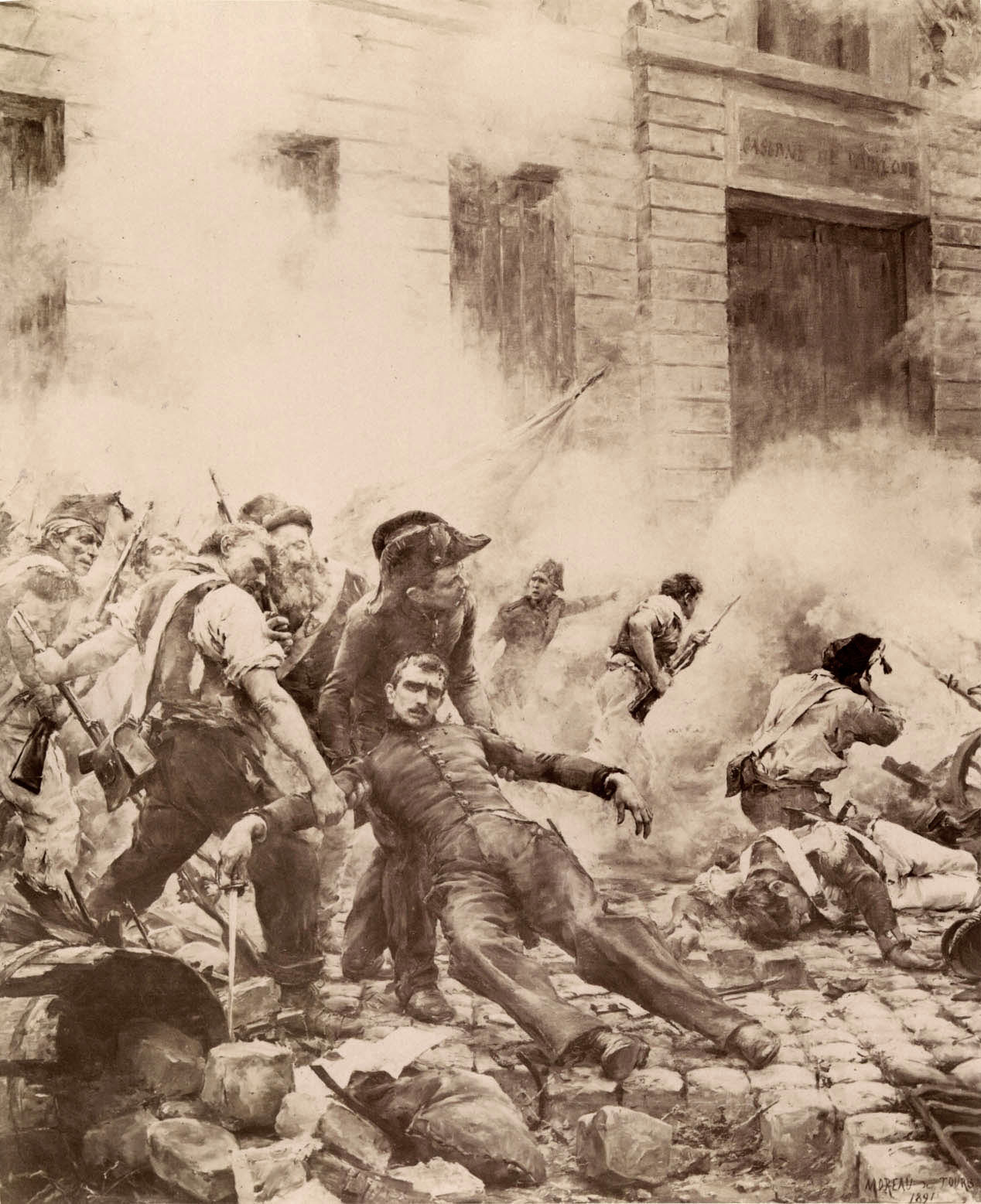
La mort du polytechnicien Vaneau, 29 juillet 1830, par Georges Moreau de Tours.

- Pierre Leroux (1797-1871) éditeur, philosophe et homme politique. Auteur de De l'humanité. Cofondateur avec Paul-François Dubois du journal Le Globe, en 1824. Coauteur de l'Encyclopédie nouvelle[100].

### Collège royal
- Auguste Marie Martin (1803-1875), premier évêque de Natchitoches, en Louisiane.
- Arsène Leloup (1803-1876), enseignant et homme politique.
- Ange Guépin (1805-1873), médecin, écrivain, homme politique[101].
- Louis Vaneau (1811-1830), élève du collège royal de 1821 à 1829, polytechnicien. Mort à 19 ans durant les Trois Glorieuses[102].
- Paul Féval (1816-1887), élève de 1826 à 1833, écrivain, auteur du Bossu[103].
- Joseph Marie Élisabeth Durocher (1817-1860), géologue français, ingénieur en chef des ponts et chaussées, universitaire et correspondant de l'Académie des Sciences[104]. Un pic de Norvège porte son nom, le Durochertoppen, sur Spitzberg, une île de l'archipel du Svalbard[105].
- Charles Marie René Leconte, dit Leconte de Lisle[106],[107] (1818-1894), poète, auteur des Poèmes antiques, des Poèmes barbares et des Poèmes tragiques.
- François-Marie Luzel, en breton Fañch an Uhel (1821-1895), folkloriste, poète de langue bretonne.
- Hippolyte Sauvage (1823-1914), élève en 1837, folkloriste, historien.
- Arthur de La Borderie (1827-1901), historien[108].

### Lycée (depuis 1848)

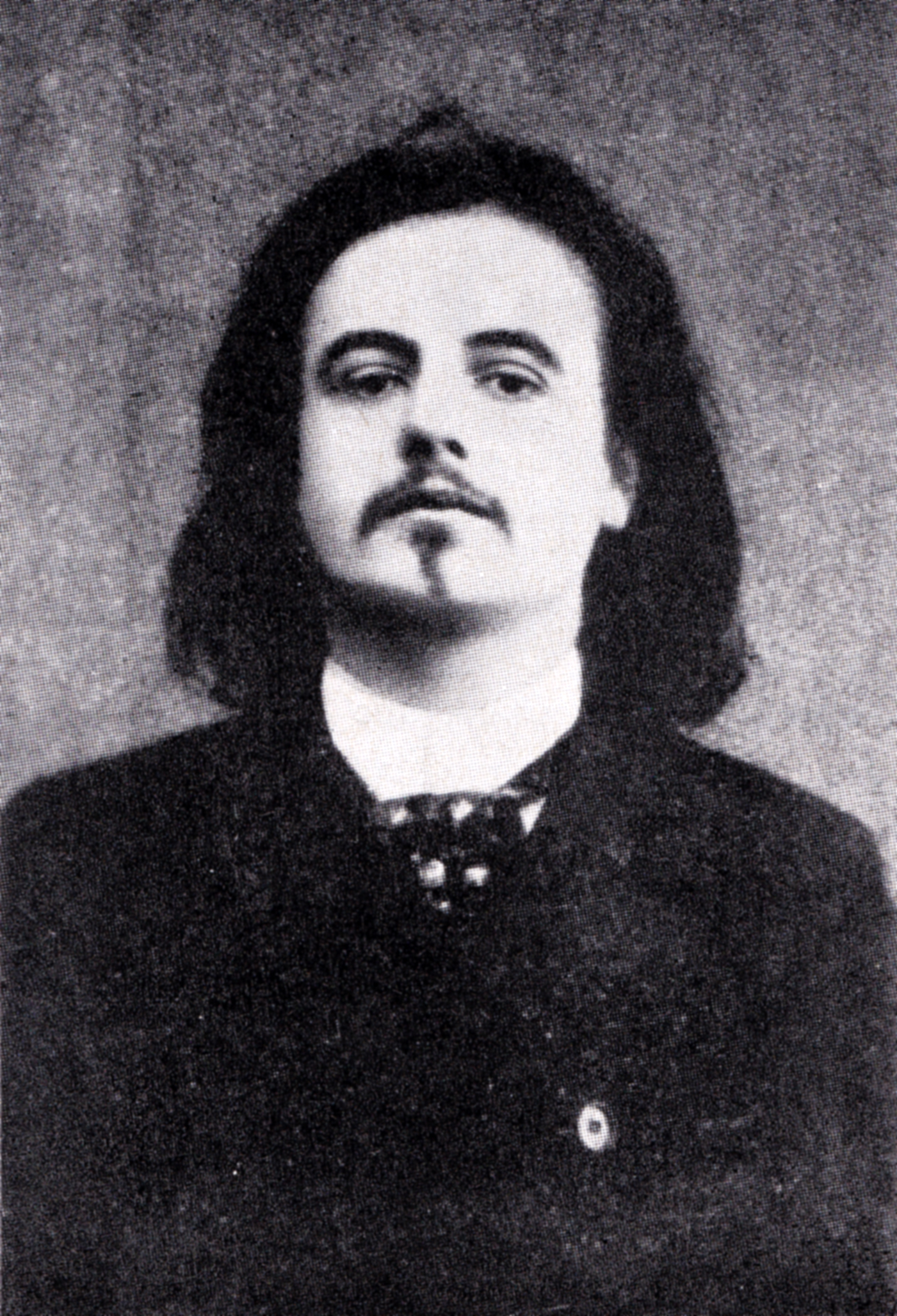
Alfred Jarry en 1896.

- Georges Boulanger (1837-1891), général et homme politique. Il donne son nom au boulangisme[106].
- Charles Le Goffic (1863-1932), poète, romancier et critique littéraire[109].
- Marcel Cachin (1869-1958), homme politique[40].
- Alfred Jarry (1873-1907), élève de 1888 à 1891, écrivain, auteur d'Ubu roi.
- Henri Hertz (1875-1966), journaliste et écrivain[110].
- Louis-Henri Nicot (1878-1944), élève du petit lycée, puis du lycée, de 1884 à 1896, de la onzième à la première. Sculpteur[111].
- Charles Chassé (1883-1965), biographe, auteur de Sous le masque d'Alfred Jarry : les sources d'Ubu-Roi[112].
- Maximilien Münch (1885-1916), capitaine aviateur et premier directeur de l'école d'aviation militaire de Tours.
- Pierre Hervé (1913-1993), homme politique[113].
- Paul Ricœur (1913-2005), philosophe[114].
- Pierre-Jakez Hélias (1914-1995), écrivain, auteur du Cheval d'orgueil[115].
- Paul Germain (1920-2009), mathématicien et physicien[116].
- Jean Sirinelli (1921-2004), élève en 1939 et 1940, helléniste[117].
- Yves Guéna (1922-2016), homme politique[118].
- Pierre Morel (né en 1923), résistant[119].
- Michel Denis, (1931-2007), historien, président de l’université Rennes 2 de 1976 à 1980.
- Mona Ozouf (née en 1931), historienne, coauteur du Dictionnaire critique de la Révolution française, auteur de Composition française[120].
- Jean-François Botrel (né en 1942), hispaniste.
- Pascal Ory (né en 1948), historien[121].
- Simon Goubert (né en 1960), musicien de jazz.
- Pascale Breton (née en 1960), scénariste et réalisatrice[122].
- Isabel Otero (née en 1962), actrice.
- Mariana Otero (née en 1963), réalisatrice.
- Pascal Obispo (né en 1965), chanteur[123]. Il est le compositeur et l'interprète de Lucie.
- David S. Khara (né en 1969), écrivain.
- Anthony Gillet (né en 1976), élève de 1992 à 1994, marcheur (spécialiste du 20 km)[124].
- Laurent Lefeuvre (né en 1977), auteur de bande dessinée. En 2011, il crée Fox-Boy, un super-héros qui est dans la vie courante un élève du lycée Émile-Zola[125].
- The Popopopops (nés vers 1990), groupe d'electropop et de rock formé par des élèves au lycée Émile-Zola, en 2007[126].

## Quelques professeurs

### Collège Saint-Thomas
- Jean François, né Jean François Charnage (1586-1668), mathématicien, physicien, géographe. Il enseigne la métaphysique au collège en 1630 et 1631. À partir de 1650, il s'occupe de la direction spirituelle du collège[127].
- Jean Bagot (1591-1664), philosophe et théologien, confesseur du jeune Louis XIV en 1653 et 1654. Professeur de physique au collège vers 1622[128].
- Michel Le Tellier (1643-1719), enseignant (grammaire, humanités, rhétorique, philosophie, Écriture sainte[129]), polémiste, provincial des jésuites de France, confesseur de Louis XIV de 1709 à 1715. Son séjour à Rennes est attesté en 1677 : en février, il y prononce ses quatre vœux[130] ; et, en décembre, il y travaille à son édition de l'Histoire d’Alexandre le Grand de Quinte-Curce[131].

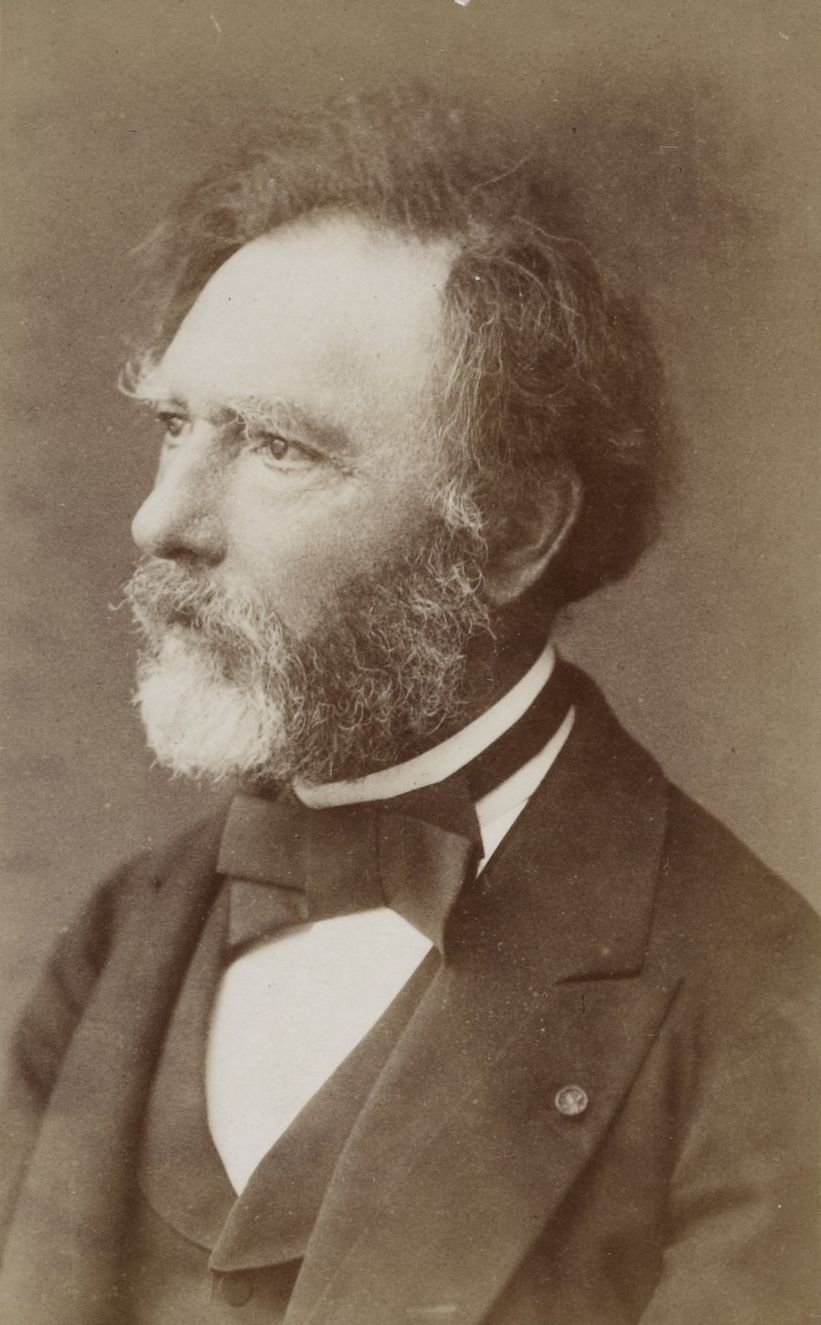
Victor Puiseux.

- Joseph Henri Marie de Prémare (1666-1736), professeur de grammaire. Missionnaire en Chine, initiateur de la sinologie française, auteur de la Notitia linguae sinicae[132],[8].
- Charles Porée (1675-1741), régent (responsable d'une classe) d'humanités (classe de seconde), puis de rhétorique (classe de première) au collège en 1695 et 1696[8].

### Collège royal
Victor Puiseux (1820-1883), mathématicien, astronome et alpiniste. Il enseigne les mathématiques au collège royal de 1842 à 1844.

### Lycée
- Augustin Mouchot (1825-1912), ingénieur connu pour ses travaux sur l'énergie solaire. Il est professeur de mathématiques au lycée du 7 février 1862 au 22 octobre 1864[134].
- Félix-Frédéric Hébert (1832-1918), normalien, docteur en sciences. Il est professeur adjoint de physique au lycée durant quelques mois de l'année scolaire 1856-1857 (son premier poste d'enseignant), puis professeur de 1881 à sa retraite en 1892[135]. Brocardé par ses élèves, il devient sous la plume de l'un d'eux (Alfred Jarry) le Père Ubu.
- Ludovic Dugas (1857-1943), professeur de philosophie. Analyste de la timidité, spécialiste de l'étude de la mémoire[136].
- Benjamin Bourdon (1860-1943). Professeur de philosophie au lycée, il a pour élèves Alfred Jarry et Henri Morin. Psychologue[137].
- René Le Senne (1882-1954), professeur de philosophie[138].
- Edmond Lailler (1889-1945), professeur de septième au petit lycée. Résistant[106].
- Roland Dalbiez (1893-1976). Professeur de philosophie au lycée de 1929 à 1941, il exerce une influence décisive sur la vocation de son élève Paul Ricœur. Auteur de la première thèse française sur Freud[139].
- Henri Fréville (1905-1987), professeur d'histoire au lycée de 1932 à 1949. Homme politique, maire de Rennes de 1953 à 1977[140].
- Jean Couy (1910-1983), artiste peintre, professeur de dessin au lycée à partir de 1935.
- Pierre Grimal (1912-1996), latiniste français, spécialiste en langue, littérature et philologie latines et en civilisation romaine. Il enseigne au lycée de l'avenue Janvier de 1939 à 1941[141].

## Patrimoine
L'Amélycor (Association pour la mémoire du lycée et du collège de Rennes), fondée en 1995, a pour vocation d'inventorier, de sauvegarder, de restaurer et de mettre en valeur le patrimoine de l'établissement, patrimoine « architectural, historique, artistique, scientifique et intellectuel ». Elle publie un bulletin et des livres, produit des films et organise des conférences,.